# Igarapé Miri
Igarapé Miri är en ort i Brasilien.   Den ligger i kommunen Igarapé-Miri och delstaten Pará, i den nordöstra delen av landet, 1 500 km norr om huvudstaden Brasília. Igarapé Miri ligger 9 meter över havet och antalet invånare är 26 837.
Terrängen runt Igarapé Miri är mycket platt.
I omgivningarna runt Igarapé Miri växer i huvudsak städsegrön lövskog. Runt Igarapé Miri är det glesbefolkat, med 18 invånare per kvadratkilometer.